# Михаэлис, Ганс Иоганн
Ганс Иоганн (Клаус) Михаэлис (Михоэлис) (9 октября 1910, Бремерфёрде — 26 мая 2000, Бремен) — офицер немецкой армии, подполковник, кавалер Рыцарского креста. Активный участник организованной советскими спецслужбами операции «Березино». Оперативный псевдоним — Мик.

## Биография
Уроженец деревни Хезедорф (округ Бремерфёрде), родился в семье вице-фельдфебеля и крестьянки. Первоначально намеревался служить в Рейхсмарине, но 1 октября 1928 года попал в 16-й пехотный полк (в Бремене) и лишь на короткий срок в 1930 был матросом на торпедном катере. К концу Веймарской республики — унтер-офицер, 8 августа 1939 переведен лейтенантом в 37-й пехотный полк.
Во время польской и французской кампаний командир стрелковой роты, 23.6.40 награждён Железным крестом 2-го класса.
К началу Восточного похода командует пулемётной ротой 184-го полка, затем возглавляет 2-й батальон. 28 февраля получил золотой Немецкий крест а с 1 июля 1943, будучи в чине майора, становится командиром того же полка.
В конце лета 1943 в составе 86-й пехотной дивизии участвует в боях в районе Избични имея противником шесть советских стрелковых дивизий. На участке его 184-го гренадерского полка, продвигались три из них и танковый полк, оснащённый 30 американскими танками М3с. На 4-й день операции, 29 августа 1943 года, Михаэлису, умело использовавшему резервы, удалось остановить продвижение противника.
По представлению генерал-лейтенанта Гельмута Вейдлинга 13 октября 1943 года награждён Рыцарским крестом, за участие в боевых действиях, имевших решающее значение для всего XX армейского корпуса.
С 1.11. (?10/6) 1943 подполковник, командир 52-го пехотного полка 6-й авиаполевой дивизии Люфтваффе.
1 июля 1944 года в районе Витебска попал в советский плен, где и провёл последующие 5 лет. С августа (?декабря) 1944 по май 1945 года использовался в качестве одного из командиров группы Шерхорна (см. операция «Березино»).

### Послевоенные годы
Репатриирован. С 1 апреля 1949 работал агентом в порту Бремена, позже преподавал таможенное право.
В 1961—1966 бывший полковник вермахта Ганс Михаэль как резервист Бундесвера принимал участие в семи учениях; в 1965 году он стал заместителем командира 32-й мотопехотной бригады (в Шваневеде). С момента создания союза резервистов участвовал в её мероприятиях и с 1967 по 1969 руководил его нижнесаксонским отделением. В 1990 награждён золотым Почётным крестом Бундесвера. Его попытки пропаганды восстановления Железного креста на фоне политики, проводившейся в Германии в 90-е привели к скандалу и отставке.
Скончался 26 мая 2000 в Бремене. Кремирован и похоронен в семейном склепе неподалёку от могилы его боевого товарища, генерала артиллерии Вальтера фон Зейдлиц-Курцбаха.

## Награды
- Железный крест 2-й степени (23.06.1940)
- Медаль «За выслугу лет в вермахте» 2-й степени (1940)
- Железный крест 1-й степени (1941)
- Медаль «За зимнюю кампанию на Востоке 1941/42» (1942)
- Немецкий крест в золоте (28.02.1942)
- Рыцарский крест Железного креста (1943)
- бронзовый Нагрудный знак «За ближний бой» (1943)
- серебряный Нагрудный штурмовой пехотный знак
- румынский Орден Михая Храброго 3-й степени